# 南库
南库，位于紫禁城西路、养心殿南侧的膳房以南，是皇宫储存文物之库房。

## 简介
南库是清朝紫禁城内最大的文物库房。紫禁城内除了内金水河之外，还有四条沟渠，最终均流入内金水河，用于排水。其中一条南北向的沟渠从乾清门院内的西南角穿出，横过内右门而入养心殿南库，再由南库穿出隆宗门外，向南折去，至武英殿东侧的断虹桥处注入内金水河。
台北国立故宫博物院收藏有三颗“翠玉白菜”，最著名的一颗原属永和宫，其他两颗分别来自永寿宫、南库。来自南库的这颗，绿白相间，中心位置雕刻有一个开孔，推测可能是当作花插使用。
“大圣遗音”神农式琴原藏南库。溥仪被逐出宫后，清室善后委员会委员入宫点差，在清点南库时，见到这张破败不堪的古琴，弃于南库的墙角，弦轸俱失，岳山崩缺。由于房屋漏雨，雨水长年经琴面流下，导致泥水锈结琴面，掩盖了琴面的漆色、断纹、金徽，琴面呈灰白色。清室善后委员会委员遂将其定为“破琴一张”，编为“鲲字一零七号”，载入点查报告以及日后的文物点查清册中，仍然弃于原地。抗日战争期间，故宫博物院文物南迁，此琴也未南迁。1947年，主持故宫博物院古物馆工作的王世襄见到这“破琴”，认为是唐代古琴珍品，当即移藏延禧宫文物库，并为其配上青玉轸足。后来王世襄又请古琴名家管平湖修理。该琴至今仍收藏在北京故宫博物院。
1949年10月，北京故宫博物院在养心殿南库发现一柄明代大折扇，此后由北京故宫博物院收藏。这可能是传世的折扇中形体最大者。这把折扇共有十五骨，即两边各有一个大骨，中间有十三个小骨。扇骨长82厘米，两边大骨上宽0.8厘米、下宽1.4厘米，方顶圆底。轴心部分若不计算骨子，即成圆球状，直径4.8厘米。外露的骨子全以湘妃竹皮包镶，就连竹节细部均逐一仿效。扇面上的画，落款为“宣德二年春日武英殿御笔”款，可见为明朝宣德帝所绘，上钤“乾隆御览之宝”朱文椭圆印。